# KeyringPDF
KeyringPDF（きーりんぐ - ぴーでぃーえふ）は、PDFフォーマットのデジタルコンテンツを対象とするDRM（デジタル著作権管理）ソリューションの名称。アイドック株式会社が開発した。2004年にサービス開始。2022年6月30日にサービス終了。

## 概要
KeyringPDFにより暗号化されたPDFの拡張子は.krmとなるが、アイドックが無料で提供していた「KeyringPDFクライアント」をインストールすることによりAdobe Readerを使用して通常のPDFと同様に閲覧することができた。電子書店パピレスなど日本の数十社の電子書籍販売サイトで採用されていた。